# Sylvia (geslacht)
Sylvia is een geslacht van zangvogels uit de familie Sylviidae (grasmussen) Het geslacht bestaat sinds de herziening uit acht soorten, waarvan twee in Europa voorkomen.

## Leefwijze
De meeste soorten leven in bossen en dichte struiken, sommige soorten zijn tuin- en parkvogels zoals de zwartkop. De zang is vaak luidruchtig maar zeer typisch voor de soort, zodat ze elkaar kunnen herkennen.

## Soorten
Het geslacht kent de volgende soorten:
- Sylvia abyssinica  – Afrikaanse grijskop
- Sylvia atricapilla  – Zwartkop
- Sylvia atriceps  – Ruwenzorizwartkop
- Sylvia borin  – Tuinfluiter
- Sylvia dohrni  – Dohrns zanger
- Sylvia galinieri  – Katvogelzanger
- Sylvia nigricapillus  – Kaapse zwartkop